# Аншелес, Илья Маркович
Илья Маркович Аншелес (1892 — 1960) — российский и советский инфекционист, военврач 2-го ранга, кандидат медицинских наук, профессор, заслуженный врач РСФСР (1944). Брат учёного-кристаллографа, профессора О. М. Аншелеса.

## Биография
Родился в еврейской семье профессора-эпидемиолога И. Х. Аншелеса, выпускника Киевского университета Святого Владимира. В 1902-1911 учился во 2-й Пензенской мужской гимназии. В 1911-1916 обучался на медицинском факультете Харьковского университета. В 1916 мобилизован в качестве врача на русско-германский фронт. С марта (по другим данным с 4 июня) 1918 добровольцем записался в РККА в качестве военного врача, участвовал в Гражданской войне на Уральском фронте. Пребывал в должности старшего врача санитарного поезда, главного врача эвакуационного госпиталя в Уральске (1918–1921), начальника военно-санитарного управления Заволжского военного округа (ВО) (1921–1924), помощника начальника военно-санитарного управления Приволжского ВО (1924–1926) и Ленинградского ВО (1926–1931). Служил в Красной армии до 1931, при этом в 1924-1926 был преподавателем на физико-математическом факультете ЛГУ, а 1926-1931 там же профессором. В 1931-1932 работал директором малярийной станции в городе Уш-Тобе в Казахской ССР. В 1932-1938 являлся начальником санитарной инспекции Витебского вокзала. В 1932-1934 находился на должности старшего эпидемиолога завода «Большевик», в 1934-1936 был старшим эпидемиологом Володарского района. В 1935-1939 являлся научным сотрудником Ленинградского института эпидемиологии и микробиологии имени Пастера, затем начальником отдела общей эпидемиологии там же. В сентябре 1939 вновь призван на военную службу, участвовал в операции по присоединению Западной Белоруссии. В 1941-1945 возглавлял противоэпидемический отдел Ленинградского городского управления здравоохранения, во время блокады Ленинграда являлся главным эпидемиологом города. С ноября 1940 до 1952 был начальником противоэпидемиологического управления Ленинградского городского здравоохранительного отдела.

## Публикации
Является автором 39 работ по вопросам теоретической и практической эпидемиологии.
- Аншелес И. М. Как ленинградцу обезопасить себя от заразных заболеваний. Л., 1943[4].
- Аншелес И. М. Опыт раннего лечебного и противоочагового применения дизентерийного бактериофага в Ленинграде в 1937 году. Бактериофаг : применение его для профилактики и лечения дизентерии : сб. тр. - Л., 1939. С. 168-183.
- Аншелес И. М. Эпидемиологическая характеристика Ленинграда за год Отечественной войны. Работы ленинградских врачей за год Отечественной войны : [сб. ст.]. – Л., 1943. – Вып. 3. С. 79-90.
- Аншелес И. М., Ехилевская Е. Л., Маркова А. А. Опыт борьбы с дифтерией в Ленинграде. Под ред. чл.-кор. АМН СССР проф. Иоффе В. И.. — Л., 1962.
- Аншелес И. М. Эпидемиологическая характеристика Ленинграда за год Отечественной войны. Работы ленинградских врачей за год Отечественной войны. Вып. 3. Л., 1943. С. 79–90.
- Аншелес И. М. Эпидемиологическая характеристика детских капельных инфекций в Ленинграде за военный и послевоенный периоды (в соавт.). Труды Ленинградского Института эпидемиологии и микробиологии им. Пастера. Л., 1948. Т. 10. С. 182–210.
- Аншелес И. М. Эпидемиологическая характеристика Ленинграда за 40 лет Советской власти. Труды Ленинградского Института эпидемиологии и микробиологии им. Пастера. Л., 1958. Т. 18. С. 7–24.
- Аншелес И. М. Динамика дифтерийного эпидемического процесса в Ленинграде (1917–1959). Опыт борьбы с дифтерией в Ленинграде (в соавт.). Л., 1962. С. 5–24.